# Schchara
Der Schchara (georgisch შხარა; russisch Шхара) gilt mit 5201 m als höchster Berg Georgiens und dritthöchster Berg des Großen Kaukasus. Er liegt im Hauptkamm des Großen Kaukasus, der die Grenze zwischen Georgien und Russland bildet.
Die Höhenangabe schwankt von Quelle zu Quelle zwischen 5158, 5200 oder 5201 m. Gelegentlich werden auch 5057 oder 5068 m angegeben, die sich aber auf einen westlich vorgelagerten Nebengipfel beziehen. Dieser liegt wie der 4500 m hohe Südostgipfel auf dem Hauptkamm. Vom Westgipfel zweigt ein Nebenkamm ab, auf dem sich der Schchara-Südgipfel (4350 m) und weitere Berge befinden.

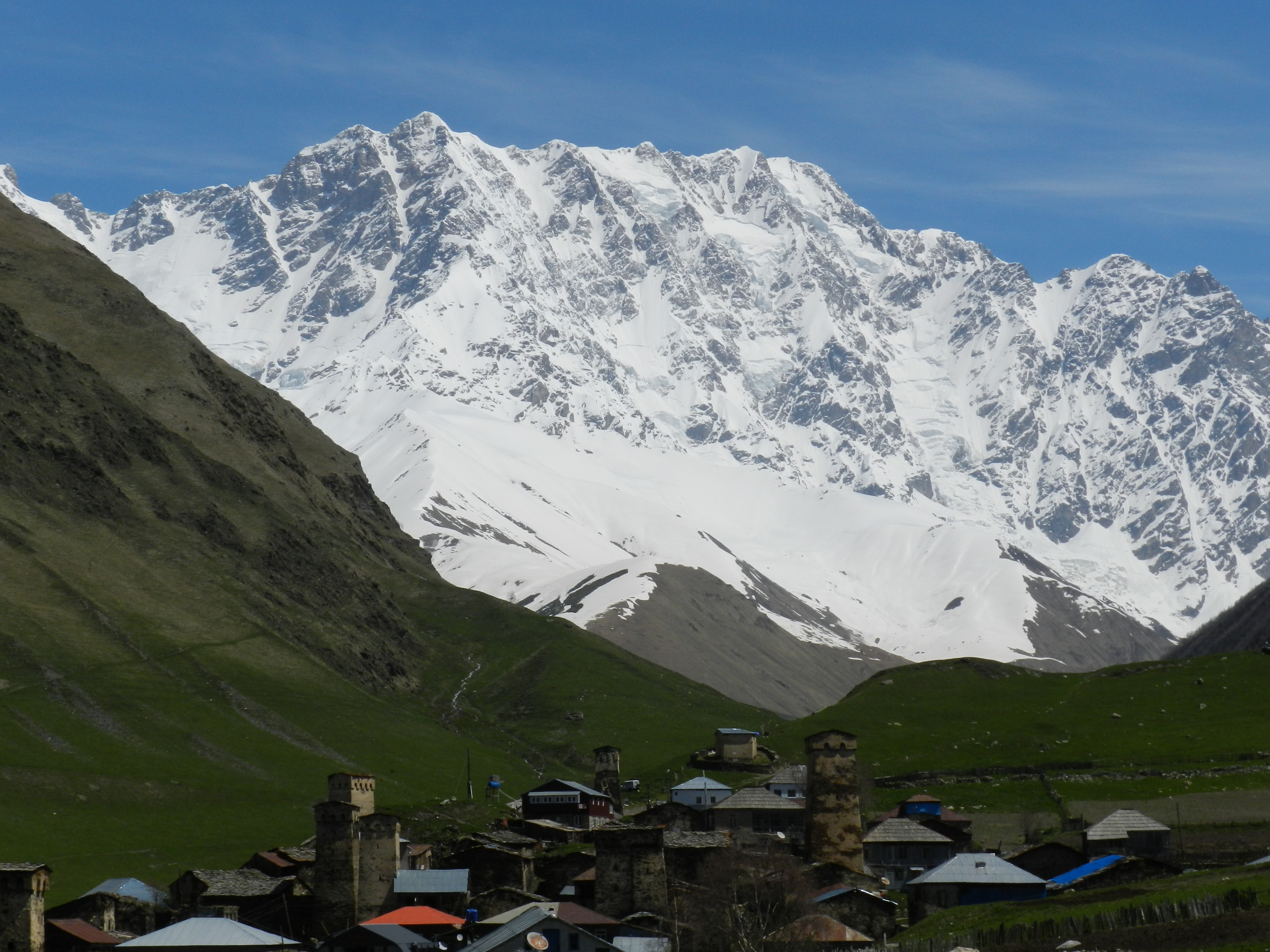
Der Schchara zeigt sich von Uschguli aus gesehen selten wolkenfrei

Der Berg überragt als östlicher Abschluss nur wenig markant die imposante und alpinistisch bedeutsame Besingi-Mauer, die etwa 12 km in West-Ost-Richtung, meist oberhalb der 5000 m-Grenze verläuft. Im Norden liegt der Besingi-Gletscher, im Südwesten entfließt dem Schchara-Gletscher der Enguri, an dem 8 km abwärts die oberswanetische Dorfgemeinschaft Uschguli liegt.
Der Schchara wurde 1888 erstmals von John Garford Cockin, Ulrich Almer und C. Roth über den Nordostgrat bestiegen. Seine Besteigung ist von allen Seiten schwierig und logistisch aufwändig.